# Bernd Lange

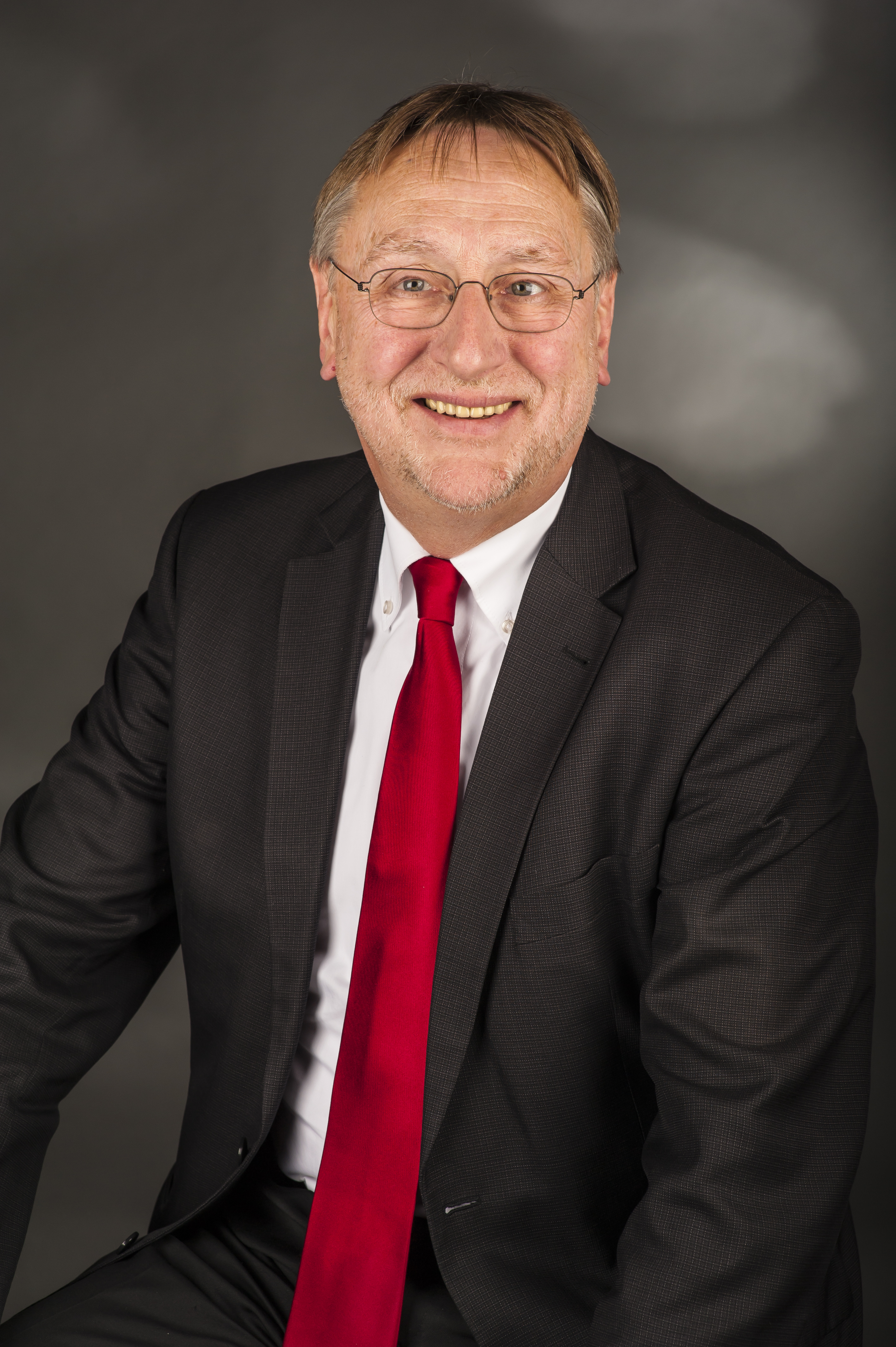
Lange 2014

Bernd Lange (Oldenburg, 14 de noviembre de 1955) es un político alemán y fue miembro del Parlamento Europeo en la fracción de la SPD/SPE entre 1994 y 2004. En julio del 2009 fue elegido de nuevo como miembro del Parlamento Europeo para el Grupo de la Alianza Progresista de Socialistas y Demócratas en el Parlamento Europeo.

## Biografía
Lange se crio en Varel. Terminó la carrera de teología y ciencias políticas en la universidad de Göttingen con el examen teológico en 1980, e hizo su primer examen de estado en 1981. Entre 1983 y 1994 trabajó como catedrático de instituto (Gymnasium) en el bachillerato de Burgdorf (Region Hannover). Bernd Lange es casado y tiene una hija.

## Carrera política
Entre 2004 y 2009, Lange trabajó como encargado de la sección „Economía y Europa“ en el distrito Baja Sajonia – Bremen – Sajonia Anhalt, de la Federación Alemana de Sindicatos (DGB). DGB. Durante su primer tiempo en el Parlamento Europeo concedió prioridad a los sectores: futuro del sector automóvil, auto y medio ambiente, política industrial, política del medio ambiente, política de exploración, Baja Sajonia y la UE. Fue miembro de la comisión de Medio Ambiente, Salud Pública y Protección del Consumidor, como también miembro suplente de la Comisión de Industria, Comercio Exterior, Investigación y Energía.
Después de las elecciones al Parlamento Europeo en 2009, Lange fue designado como miembro de la Comisión de Comercio Internacional y miembro suplente de la Comisión de Industria, Investigación y Energía. Lange también es miembro de la Delegación para las Relaciones con Sudáfrica. 
Desde el año 2000, Lange es uno de los dos presidentes del fórum “Automóvil y Sociedad”.
El 15 de junio de 2010, fue designado como reportero para la política industrial europea.